# You Have Been Loved
You Have Been Loved is een nummer van de Britse zanger George Michael. Het nummer is afkomstig van Michaels derde studioalbum Older. You Have Been Loved werd uitgebracht als zesde single van het album en was net als zijn voorgangers Spinning the Wheel, Older en Star People '97 weinig succesvol, behalve in Michaels thuisland Engeland. In Nederland kwam You Have Been Loved tot een eenentwintigste plaats.
Het nummer werd uitgegeven met The Strangest Thing '97 als dubbele A-kant. Ook dit nummer is terug te vinden op het album Older. Net als eerder bij Star People betekent de toevoeging "'97" aan het nummer dat het op de singleversie om een remix gaat van de originele albumversie.

## Tracklist
1. "You Have Been Loved" - 5:30
2. "The Strangest Thing" - 6:01

## Hitnotering
| You Have Been Loved in de Nederlandse Top 40 binnen: 27 september 1997 | You Have Been Loved in de Nederlandse Top 40 binnen: 27 september 1997 | You Have Been Loved in de Nederlandse Top 40 binnen: 27 september 1997 | You Have Been Loved in de Nederlandse Top 40 binnen: 27 september 1997 | You Have Been Loved in de Nederlandse Top 40 binnen: 27 september 1997 |
| Week                                                                   | 1                                                                      | 2                                                                      | 3                                                                      | 4                                                                      |
| ---------------------------------------------------------------------- | ---------------------------------------------------------------------- | ---------------------------------------------------------------------- | ---------------------------------------------------------------------- | ---------------------------------------------------------------------- |
| Nummer                                                                 | 29                                                                     | 21                                                                     | 23                                                                     | uit                                                                    |

### NPO Radio 2 Top 2000
| Nummer met noteringen in de NPO Radio 2 Top 2000 | '11  | '12  | '13  | '14  | '15-'16 | '17  | '18  | '19  | '20  | '21  | '22  | '23  | '24  |
| ------------------------------------------------ | ---- | ---- | ---- | ---- | ------- | ---- | ---- | ---- | ---- | ---- | ---- | ---- | ---- |
| You Have Been Loved                              | 1818 | 1989 | 1712 | 1778 | -       | 1463 | 1507 | 1494 | 1489 | 1556 | 1537 | 1555 | 1277 |

1. ↑  Een '-' betekent dat het nummer niet was genoteerd en een vetgedrukt getal geeft de hoogste notering aan.
2. ↑  2011 was het eerste jaar met een notering voor dit nummer.